# انجیره (آبدانان)
انجیره، روستایی از توابع بخش مرکزی شهرستان آبدانان در استان ایلام ایران است. روستای انجیره در ۵ کیلومتری روستای گنداب و 27 کیلومتری شهرستان آبدانان واقع شده‌است
انجیره روستایی بسیار خوش آب و هوا با مناظر دیدنی چشم نواز در کوه های اطراف (کبیر کوه، دینار کوه)

## جمعیت
این روستا در دهستان ماسبی قرار دارد و براساس سرشماری مرکز آمار ایران در سال ۱۳۸۵، جمعیت آن 901 نفر (۱۹۱خانوار) بوده‌است.